# محمد سيد السلاموني
محمد سيد السلاموني أو اسم الشهرة محمد السلاموني
هو مخرج ومونتير مصري الجنسية، دخل عالم السينما في أوائل التسعينيات من القرن العشرين، والحقيقة إن هذا المخرج قد ساهم بشكل كبير في تطوير فن الإعلان عن الفيلم السينمائي أو ما يسمي "بال تريلر" وهو الإعلان الذي ينزل في دور العرض لينوه عن قرب عرض الفيلم.